# Swiss (Musiker)

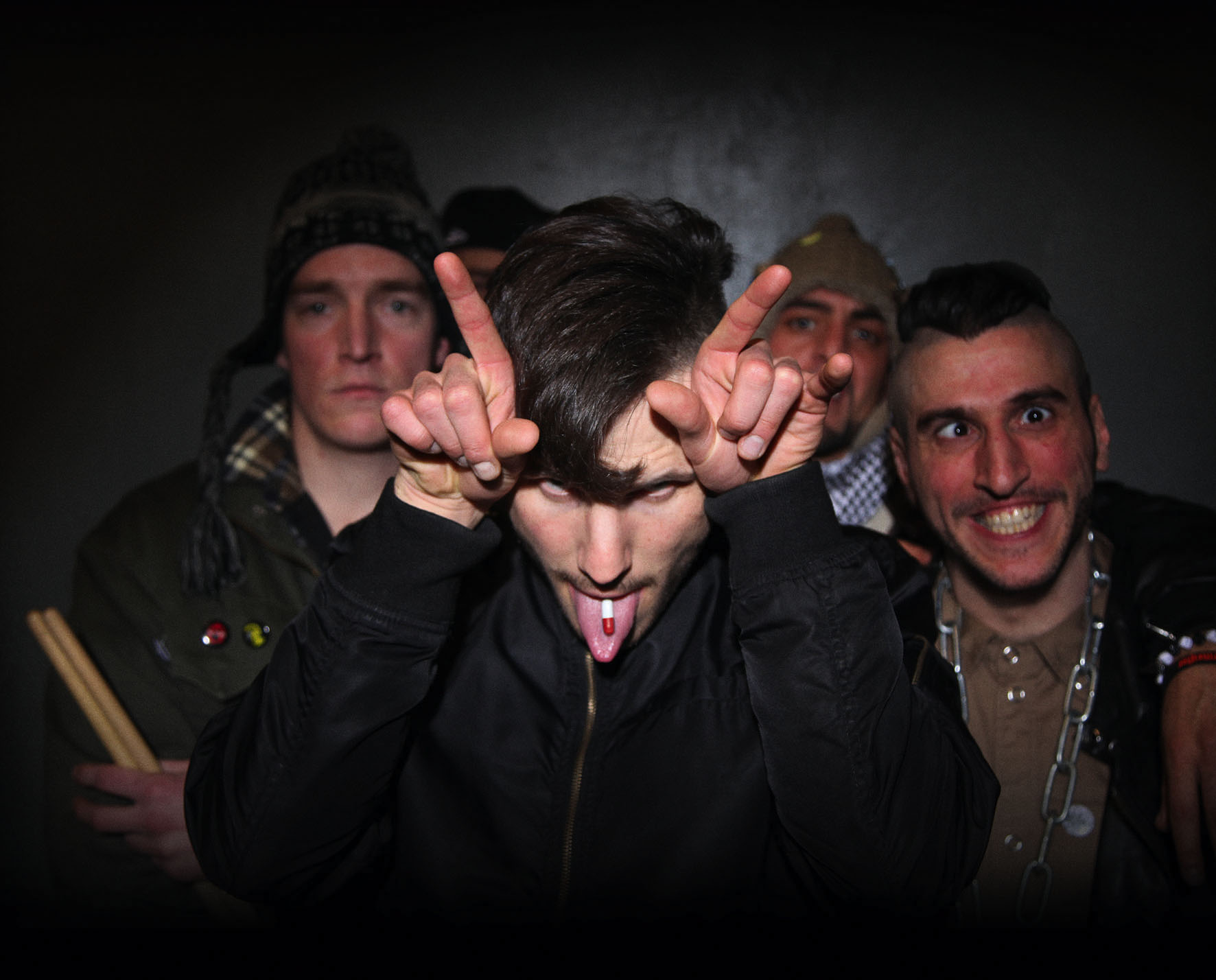
Swiss und Die Andern

Swiss (geb. 1983) ist ein deutscher Musiker aus Hamburg mit Wurzeln in der Schweiz. Seit 2014 ist er mit seiner Punkrockband Swiss & Die Andern unterwegs.

## Werdegang
Swiss ist in Hamburg-Altona als Sohn eines Schweizer Schauspielers und einer Theatermacherin aufgewachsen. Im Jahr 2005 traf er auf den Produzenten Gin; das Duo nannte sich von diesem Zeitpunkt an Swissgin. In den Jahren 2006 und 2007 wurden die beiden (zum kostenlosen Download angebotenen) Alben Jeder Track ein Hit und Amoktape veröffentlicht. Sein drittes Album, Es kann nur einer befehlen, erschien am 29. Februar 2008 über den Musikvertrieb Groove Attack. Das für die Single Missglückt produzierte Musikvideo entstand in Zusammenarbeit mit dem Hamburger Komödianten Buddy Ogün, der auf den vorherigen Alben auf Skits zu hören war und seitdem regelmäßig mit Swiss zusammenarbeitete.
Zwei Musikvideos von Swiss wurden im Rahmen des von Aggro TV ausgestrahlten Fernsehformates Halt die Fresse publiziert.
666 Tage Klapse stellt das Bindeglied zum zwei Jahre später am 6. Juni 2013 herausgegebenen Album Wixxxtape #1 (Die Flut) dar, auf dem unter anderem auch Ferris MC, Toni der Assi und Sleepwalker vertreten sind und es erstmals zu einer Zusammenarbeit mit seiner Band den Andern kommt. Mit diesen veröffentlichte er im darauffolgenden Jahr die EP Schwarz Rot Braun und im Januar 2015 veröffentlichte er zusammen mit seiner Band das Album Große Freiheit, welches Platz 44 in den Charts erreichte. Es enthält unter anderem das Lied Für Dich kämpfen, bei dem Joachim Witt als Gastsänger mitwirkt. Mit dem Song Vermisse dich folgte noch im selben Jahr ein Auftritt bei Inas Nacht in der ARD.
2016 folgte das Album Missglückte Welt und 2018 Randalieren für die Liebe. Im Dezember 2019 veröffentlichte er mit Ferris MC die EP Phönix aus der Klapse. 2020 folgte mit den Andern das vierte Album der Band Saunaclub. Alle diese Alben erschienen auf seinem Label Missglückte Welt. 2021 folgte mit Orphan das fünfte Studioalbum der Band. Im selben Jahr veröffentlichte er außerdem zum ersten Mal seit 8 Jahren mit der EP Linksradikaler Schlager ein Solowerk. Musikalisch lässt sich das unter anderem von Chris Harms produzierte Werk dem Genre des Schlagers zuordnen.
Mit Jung, Arm und Traurig veröffentlichte er im September 2022 zum ersten Mal seit dem Zusammenschluss mit den Andern wieder ein Rapalbum.
2017 wirkte Swiss als Schauspieler im Kinofilm Tiger Girl mit.
Außerdem hat er einen Magister in Germanistik.

## Stil und Inhalt
In den Jahren 2006 bis 2008 hat Swiss eine unmittelbar zusammenhängende Storyline namens Geschichten der Straße veröffentlicht, die aus drei Liedern besteht. Thematisiert werden dabei gewalttätige Affekthandlungen, die am Ende kritisch betrachtet werden und sich als moralisch falsch erweisen. Im ersten Teil (Die Konsequenz) bekommt Swiss als lyrisches Ich einen Anruf von seiner Frau, die ihm erzählt, ein Bekannter habe sie sexuell genötigt. Swiss sucht diesen daraufhin mit einem Freund auf und beide schlagen ihn zusammen – an den Folgen dieser Verletzungen stirbt er. Am Ende des Liedes bekommt Swiss einen weiteren Anruf von seiner Frau, die ihn fragt, wann er da sei, da der Bekannte vor der Tür stünde. Im zweiten Teil (Der blutige Pfad) eilt Swiss nach Hause. Währenddessen betritt der Bekannte die Wohnung, um sie zu vergewaltigen. Den mutmaßlichen Vergewaltiger tötet die Frau in Notwehr. Als Swiss Zuhause ankommt, sieht er, dass die Polizei das Gebäude bereits umstellt hat. Als er wegen der Tat im ersten Teil festgenommen wird, erleidet seine Frau einen Nervenzusammenbruch und fällt in Ohnmacht. Im dritten Teil (Die Zelle) wacht Swiss umnachtet in einer Gefängniszelle auf, hat Angst, dass er etwas getan hat, was er nicht sollte bzw. wollte und merkt, dass er einen schweren Fehler begangen hat, nachdem er Panik bekommt. An diesen Handlungsstrang knüpft Swiss in einem weiteren Lied auf seinem Album Es kann nur einer befehlen an (Der junge aus der Nachbarschaft), in dem ein kleiner Junge den Freund seiner Mutter, der sie gewaltsam unterdrückt und missbraucht hat, tötet (siehe auch: Tyrannenmord). 2010 veröffentlichte Swiss zusammen mit Pat Cash ein Musikvideo (Großstadtlegenden), welches davon handelt, dass drei Männer auf einer Party ein Mädchen kennenlernen, sie durch K.-o.-Tropfen wehrlos machen und mit zu sich nach Hause nehmen, um sie zu vergewaltigen – ihr Gesicht wird mit einer Tüte verdeckt. Währenddessen ruft einer dieser Männer einen vierten Mann an, der auch dazustoßen solle. Nachdem sich dieser ebenfalls an ihr vergangen hat, zieht die Tüte von ihrem Kopf, um ihr Gesicht zu sehen und stellt erschreckend fest, dass es sich bei ihr um seine Schwester gehandelt hat. In seinem 2011 erschienenen Album 666 Tage Klapse wurde dieses Thema zuletzt aufgegriffen (Nicht 1 Wort), als Swiss von seiner Partnerin betrogen wird, sie ihm aus Angst jedoch erzählt, der Mann, mit dem sie ihn betrogen hatte, sei über sie hergefallen. Swiss fährt daraufhin zu diesem Mann – der bereits ahnt, dass Swiss auf dem Weg zu ihm ist – und es kommt zu einem Kampf zwischen beiden, in dem einer erstochen wird. Wer der Tote ist, bleibt unklar. Der direkte Bezug zu Geschichten der Straße wird durch die Textstelle vor Jahren hat er schon mal so einen Spinner erledigt hergestellt.
Im Jahr 2007 geriet Swiss wegen seines Lieds Der letzte Schultag in die Kritik, weil er dort den Amoklauf an einer Schule aus Sicht des Täters schildert und die Gründe nennt, die diesen Täter zu seiner Handlung veranlasst haben. Eine ähnliche Thematik wurde 2009 vom Rapper Kaas auf seinem Album T.A.F.K.A.A.Z. :D (The Album formerly known as Amok Zahltag :D) aufgegriffen.
Seit 2012 hängt Swiss seinem Künstlernamen eine 666 an, weil sein Künstlername dreimal den Buchstaben S enthält, den er seitdem in Form einer 6 schreibt. Dazu hat er Die 6 Gebote der 666 veröffentlicht, in denen es unter anderem heißt, das S sei das Zeichen der Schlange und die 666 das Zeichen des Tieres, das wie die Schlange spricht.
2014 entfernte sich Swiss zunächst gänzlich vom Rap und ist fortan nur noch mit seiner Punkrockband Swiss & Die Andern unterwegs, mit denen er regelmäßig auf Tour geht und Alben veröffentlicht. Mit dem Album Jung, Arm und Traurig beendete er diese Pause 2022.
Als musikalische Einflüsse nennt Swiss neben Eminem unter anderem Rio Reiser, die Einstürzenden Neubauten und Die Goldenen Zitronen.

## Diskografie

### Alben

#### Solo
- 2006: Jeder Track ein Hit (Free Album)
- 2007: Amoktape (Free Mixtape)
- 2008: Es kann nur einer befehlen
- 2011: 666 Tage Klapse (Free Album)
- 2013: Wixxxtape #1 (Die Flut)
- 2021: Linksradikaler Schlager (EP)
- 2022: Jung, arm und traurig

#### Mit Ferris MC
- 2019: Phönix aus der Klapse

### Musikvideos

#### Solo
- 2005: Deutschland (feat. Issam)
- 2007: Mama weine nicht (feat. Issam / Kopf hoch)
- 2008: Missglückt (feat. Buddy Ogün)
- 2008: Es kann nur einer befehlen
- 2009: Offene Rechnung (Aggro TV)
- 2010: Großstadtlegenden (feat. Pat Cash)
- 2012: Punkah
- 2012: Tag 1 (feat. Ümit)
- 2012: Satan Klaus (feat. Sleepwalker)
- 2012: SSS (Aggro TV)
- 2013: E1nhundert Meter
- 2013: I.B.D.U (Backspin Tv)
- 2013: Gasmaske (16bars)
- 2021: Linksradikaler Schlager[21] (#1 der deutschen Single-Trend-Charts am 9. Juli 2021[22])
- 2021: Solikasse mit Joshi
- 2021: Antifa
- 2021: ZickeZackeZecken
- 2022: Nieselregen
- 2022: Du gehst nicht dran
- 2022: Kanye West

#### Mit Ferris MC
- 2019: Weißer Müll (feat. Shocky)[23]
- 2019: Klaus Kinski
- 2019: Kleiner Kopf

### Gastbeiträge

#### Solo
- 2015: Ich auf Aus Liebe zum System von Der Wahnsinn
- 2015: Alles kaputt auf Blinde Wut Mixtape von Punch Arogunz
- 2016: Sadist3ntr3ff 3 auf Narben von Crystal F
- 2017: Das Leben ist ein Rockkonzert auf Die bunte Seite der Macht von SDP
- 2017: Hamburg 2017 von ZSK
- 2017: Frau die mich rettet auf Messer von Shocky
- 2018: Haltung auf Ausnahmezustand von Ruffiction
- 2018: Hakuna Matata auf Aller guten Dinge sind 3 von P.M.B.
- 2019: Wir bleiben Kids auf Bluten von 8kids
- 2020: Keine Gefangenen auf Bobby Dick von B-Tight
- 2020: Hysterie auf Hysterie von Tamas
- 2021: Nagelbettentzündung auf Vollautomatisierter Luxuskommunismus von Florida Klaus
- 2021: Punkmonsta auf Missglückte Asimetrie EP von Ferris MC
- 2023: Meine Lieblingsrapper/innen von Der Asiate (feat. Punch Arogunz, Cashisclay, Twizzy, Pikayzo, M.i.k.i., Seyed, B-Tight, Bo Derah, Steasy, Jindo109, Keule257, Entetainment, Blumio, Blokkmonsta, 257ers, Richter, Nyle, nulldrei, Jay Jiggy, Poca, Flaiz, Rhymin Simon, Swiss, Dame, Silla, Die P, 4Tune, Kitty Kat, HeXer, Olli Banjo, Cr7z, Moe Mitchell)